# Schwirlverwandte
Die Schwirlverwandten (Locustellidae, Syn.: Megaluridae), früher als Grassänger bezeichnet, sind eine Familie von Sperlingsvögeln (Passeriformes), die überwiegend aus ehemaligen Vertretern der Grasmückenartigen (Sylviidae) und der Timalien (Timaliidae) besteht. Zu ihnen zählen unter anderen die Schwirle (Locustella) der Alten Welt (Europa, Afrika und Asien), die Gestrüppsänger (Bradypterus) aus Afrika und Madagaskar und die Schilfsteiger (Megalurus) aus Australasien und Neuseeland. Die Familie umfasst je nach systematischer Betrachtung 10 bis 13 Gattungen mit 64 Arten, wovon die Gattung Locustella mit 22 Arten den größten Anteil ausmacht.

## Merkmale
Das Gefieder der Schwirlverwandten ist allgemein braun und bei vielen Gattungen gestrichelt. Die Flügel sind mittellang und gerundet. Der lange Schwanz ist gerundet und gestuft. Bei den Arten der Gattung Locustella sind die Unterschwanzdecken sehr lang. Der Körper ist schmal bis mittelgroß, zylindrisch-eiförmig und länglich. Der mittelgroße Schnabel ist dünn und gerade, jedoch stärker bei den australischen Grassängern. Der Kopf ist mittelgroß. Der Hals ist von mittlerer Stärke und Länge. Beine und Füße sind allgemein mittellang. Die Geschlechter ähneln sich.

## Lebensraum
Die Schwirlverwandten leben in einer großen Vielfalt von Lebensräumen, darunter Wälder mit dichten Unterholz, Marschland und Sumpfland sowie jahreszeitlich trockenes Grasland.

## Nahrung
Die meisten Arten der Schwirlverwandten ernähren sich von Insekten und anderen Wirbellosen, insbesondere von Spinnen, kleinen Schnecken, Würmern und Flohkrebsen. Bei manchen Arten bereichern Samen das Nahrungsangebot. Die Nahrung wird durch Picken im dichten Gestrüpp oder auf dem Boden aufgespürt.

## Systematik
Locustellidae ist eine Klade in der Überfamilie Sylvioidea. Bevor die Familie in den Jahren 2006 und 2011 weitgehend genetisch analysiert wurde, wurde der Großteil deren Vertreter im weiteren Sinne (sensu lato) den Grasmückenartigen (Sylviidae) zugeordnet. Locustellidae gilt als Schwestergruppe der Familien Bernieridae aus Madagaskar und Donacobiidae aus Südamerika, die aus nur einer Art, dem Rohrspotter (Donacobius atricapilla), besteht.
Vereinfachtes Kladogramm nach Fregin et al., 2012:
|  | \| \| Bernieridae \| \| \| \| \| \| Donacobiidae \| \| \| \| |
|  |                                                              |
|  | Locustellidae                                                |
|  |                                                              |
|  | Bernieridae                                                  |
|  |                                                              |
|  | Donacobiidae                                                 |
|  |                                                              |

|  | Bernieridae  |
|  |              |
|  | Donacobiidae |
|  |              |

In älteren Systematiken findet sich häufig die Familie Megaluridae, die 1875 von Edward Blyth aufgestellt wurde. Hierzu zählten unter anderem die Gattungen Megalurus, Cincloramphus und Eremiornis. Locustellidae wurde jedoch bereits 1854 von Charles Lucien Jules Laurent Bonaparte beschrieben und die namensgebende Gattung Locustella von Johann Jakob Kaup im Jahr 1829. Daher wird die Bezeichnung Locustellidae gemäß der Internationalen Regeln für die Zoologische Nomenklatur (Vorrangsprinzip) bevorzugt.
Der International Ornithological Congress unterscheidet folgende elf Gattungen:
- Grundsänger (Robsonius) (drei Arten, deren Vertreter früher den Timalien zugeordnet wurden)
  - Rostkopf-Grundsänger (Robsonius rabori) (ursprünglich als Napothera rabori beschrieben)
  - Sierra-Madre-Grundsänger (Robsonius thompsoni)
  - Braungesicht-Grundsänger (Robsonius sorsogonensis)

- Helopsaltes (sechs Arten)
  - Sachalinschwirl (Helopsaltes amnicola)
  - Riesenschwirl (Helopsaltes fasciolatus)
  - Riedschwirl (Helopsaltes pryeri) (ehemals Megalurus pryeri)
  - Pleskeschwirl (Helopsaltes pleskei)
  - Streifenschwirl (Helopsaltes certhiola)
  - Middendorffschwirl (Helopsaltes ochotensis)

- Schwirle (Locustella) (22 Arten)

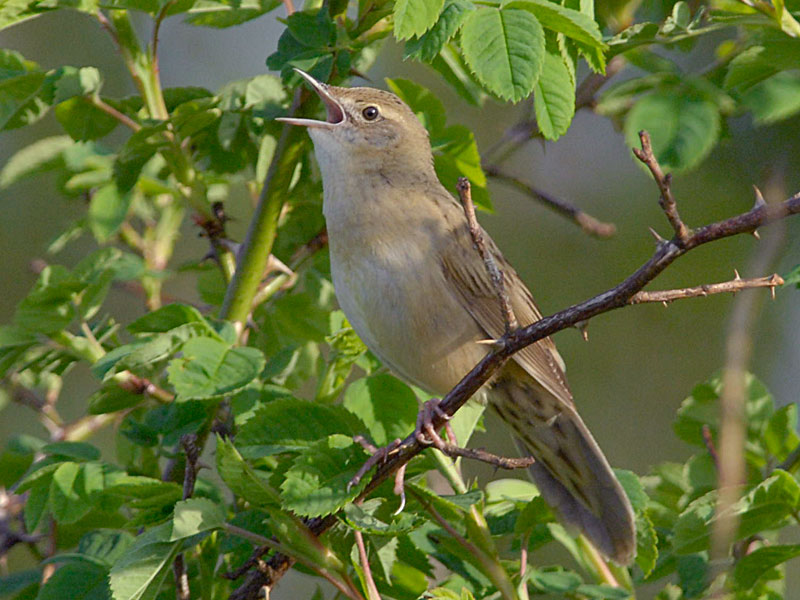
Feldschwirl (Locustella naevia)

  - Mandellischwirl (Locustella mandelli) (ehemals Bradypterus mandelli)
  - Vietnamschwirl (Locustella idonea) (2015 von Alström et al.[6] von Locustella mandelli abgespalten)
  - Javaschwirl (Locustella montis) (ehemals Bradypterus montis beziehungsweise Bradypterus seebohmi montis)
  - Taiwanschwirl (Locustella alishanensis) (ehemals Bradypterus alishanensis)
  - Sichuanschwirl (Locustella chengi)
  - Himalajaschwirl (Locustella kashmirensis) (ehemals Bradypterus kashmirensis, wurde 2008 von Alström et al.[7] von Bradypterus thoracicus (heute Locustella thoracica) abgespalten)
  - Fleckenschwirl (Locustella thoracica) (ehemals Bradypterus thoracicus)
  - Davidschwirl (Locustella davidi) (ehemals Bradypterus davidi)
  - Waldschwirl (Locustella castanea) (ehemals Bradypterus castaneus)
  - Langschwanzschwirl (Locustella caudata) (ehemals Bradypterus caudatus)
  - Feldschwirl (Locustella naevia)
  - Kashmirschwirl (Locustella major) (ehemals Bradypterus major)
  - Taczanowskischwirl (Locustella tacsanowskia) (ehemals Bradypterus tacsanowskius)
  - Hodgsonschwirl (Locustella luteoventris) (ehemals Bradypterus luteoventris)
  - Schlagschwirl (Locustella fluviatilis)
  - Rohrschwirl (Locustella luscinioides)
  - Strichelschwirl (Locustella lanceolata)
  - Riedschwirl (Locustella pryeri) (ehemals Megalurus pryeri)
  - Luzonschwirl (Locustella seebohmi) (ehemals Bradypterus seebohmi beziehungsweise Bradypterus mandelli seebohmi)
  - Borneoschwirl (Locustella accentor) (ehemals Bradypterus accentor)
  - Taliabuschwirl (Locustella portenta)
  - Graubrustschwirl (Locustella alfredi) (ehemals Bradypterus alfredi)

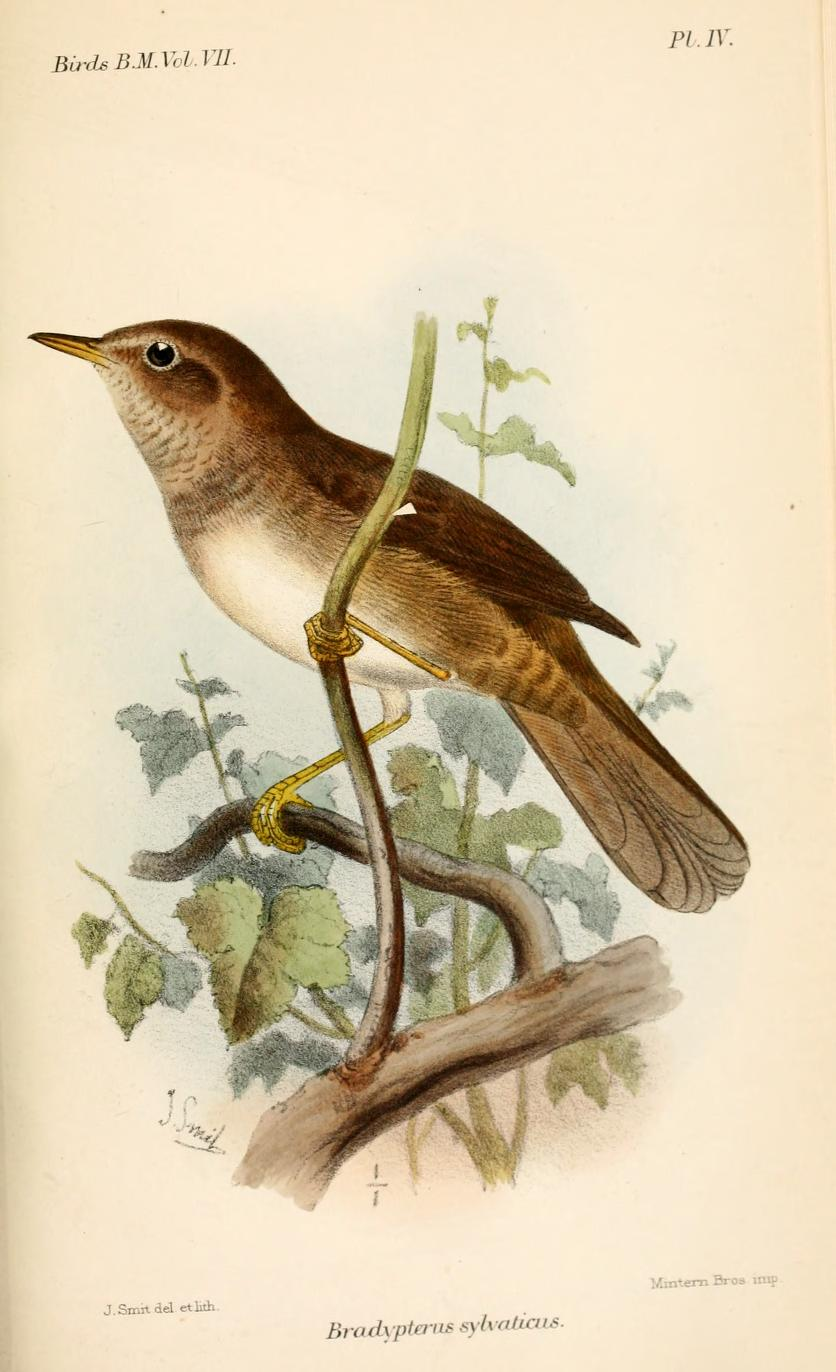
Kapbuschsänger (Bradypterus sylvaticus)

- Gestrüppsänger (Bradypterus) (12 Arten)
  - Sumpfbuschsänger (Bradypterus baboecala)
  - Nigeria-Sumpfbuschsänger (Bradypterus centralis) (ehemals Bradypterus baboecala centralis)
  - Bindenbuschsänger (Bradypterus carpalis)
  - Kivubuschsänger (Bradypterus graueri)
  - Madagaskarbuschsänger (Bradypterus brunneus) (ehemals Dromaeocercus brunneus)
  - Kapbuschsänger (Bradypterus sylvaticus)
  - Zimtbuschsänger (Bradypterus cinnamomeus)
  - Lopesbuschsänger (Bradypterus lopezi)
  - Bangwabuschsänger (Bradypterus bangwaensis)
  - Barrattbuschsänger (Bradypterus barratti)
  - Gabunbuschsänger (Bradypterus grandis)
  - Madagaskar-Grassänger oder Zwerg-Emuschwanz (Bradypterus seebohmi) (ehemals Dromaeocercus seebohmi oder Amphilais seebohmi)

- Elaphrornis (eine Art)

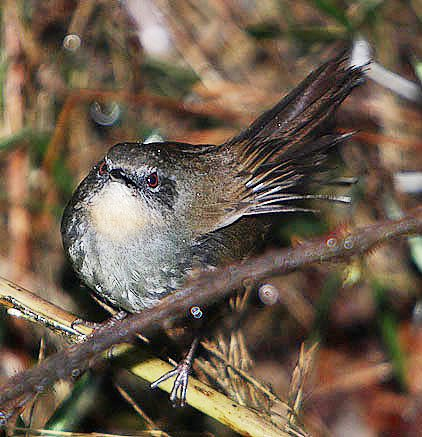
Ceylonbuschsänger (Elaphrornis palliseri)

  - Ceylonbuschsänger (Elaphrornis palliseri)

- Schoenicola (zwei Arten)
  - Rundschwanzsänger (Schoenicola platyurus)
  - Nacktzügelsänger (Schoenicola striatus) (ehemals Chaetornis striatus)

- Catriscus (eine Art)

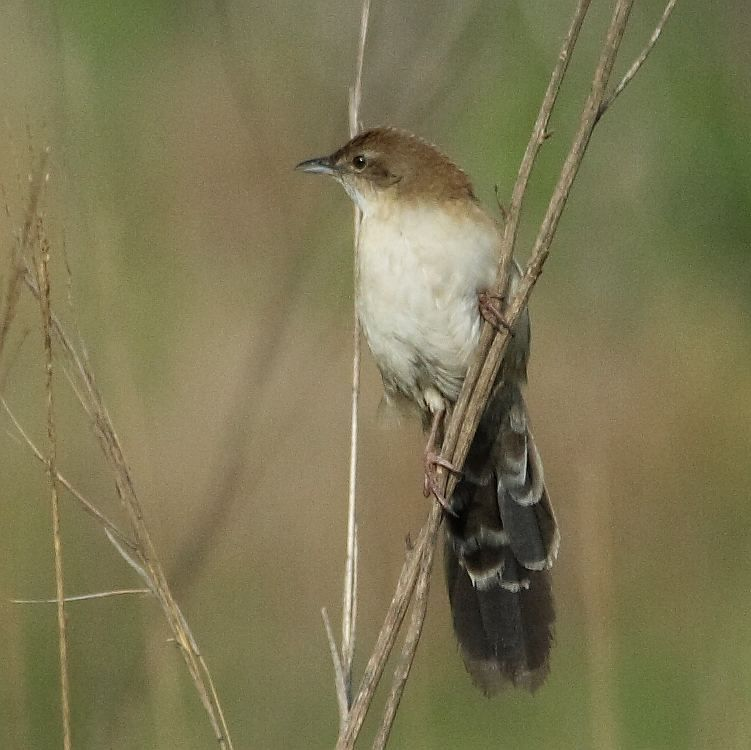
Fächerschwanzsänger (Catriscus brevirostris)

  - Fächerschwanzsänger (Catriscus brevirostris)

- Schilfsteiger (Poodytes) (fünf Arten)
  - Weißflügel-Schilfsteiger (Poodytes albolimbatus) (ehemals Megalurus albolimbatus)
  - Spinifexsänger (Poodytes carteri) (ehemals Eremiornis carteri beziehungsweise Megalurus carteri)
  - † Chatham-Grassänger (Poodytes rufescens) (ausgestorben) (ehemals Megalurus rufescens, Bowdleria rufescens beziehungsweise Bowdleria punctatus rufescens)
  - Farnsteiger (Poodytes punctatus) (ehemals Megalurus punctatus beziehungsweise Bowdleria punctatus)
  - Zwergschilfsteiger (Poodytes gramineus) (ehemals Megalurus gramineus)

- Megalurus (eine Art)
  - Strichelkopf-Schilfsteiger (Megalurus palustris)

- Cincloramphus (zwölf Arten)
  - Rostbürzel-Lerchensänger (Cincloramphus mathewsi) (ehemals Megalurus mathewsi)
  - Schwarzbauch-Lerchensänger (Cincloramphus cruralis) (ehemals Megalurus cruralis)
  - Rostkopf-Schilfsteiger (Cincloramphus timoriensis) (ehemals Megalurus timoriensis)
  - Papuaschilfsteiger (Cincloramphus macrurus)  (ehemals Megalurus macrurus)
  - Neukaledonien-Buschsänger (Cincloramphus mariei)
  - Bismarck-Buschsänger oder Maskenbuschsänger (Cincloramphus grosvenori) (ehemals Cichlornis grosvenori)
  - Whitneybuschsänger (Cincloramphus whitneyi) (ehemals Cichlornis whitneyi)
  - Bougainvillebuschsänger (Cincloramphus llaneae) (ehemals Cichlornis llaneae)
  - Maronenbuschsänger (Cincloramphus rubiginosus) (ehemals Ortogycichla rubigonosa)
  - Langbein-Buschsänger (Cincloramphus rufus) (ehemals Trichocichla rufa)

- Buettikoferella (eine Art)

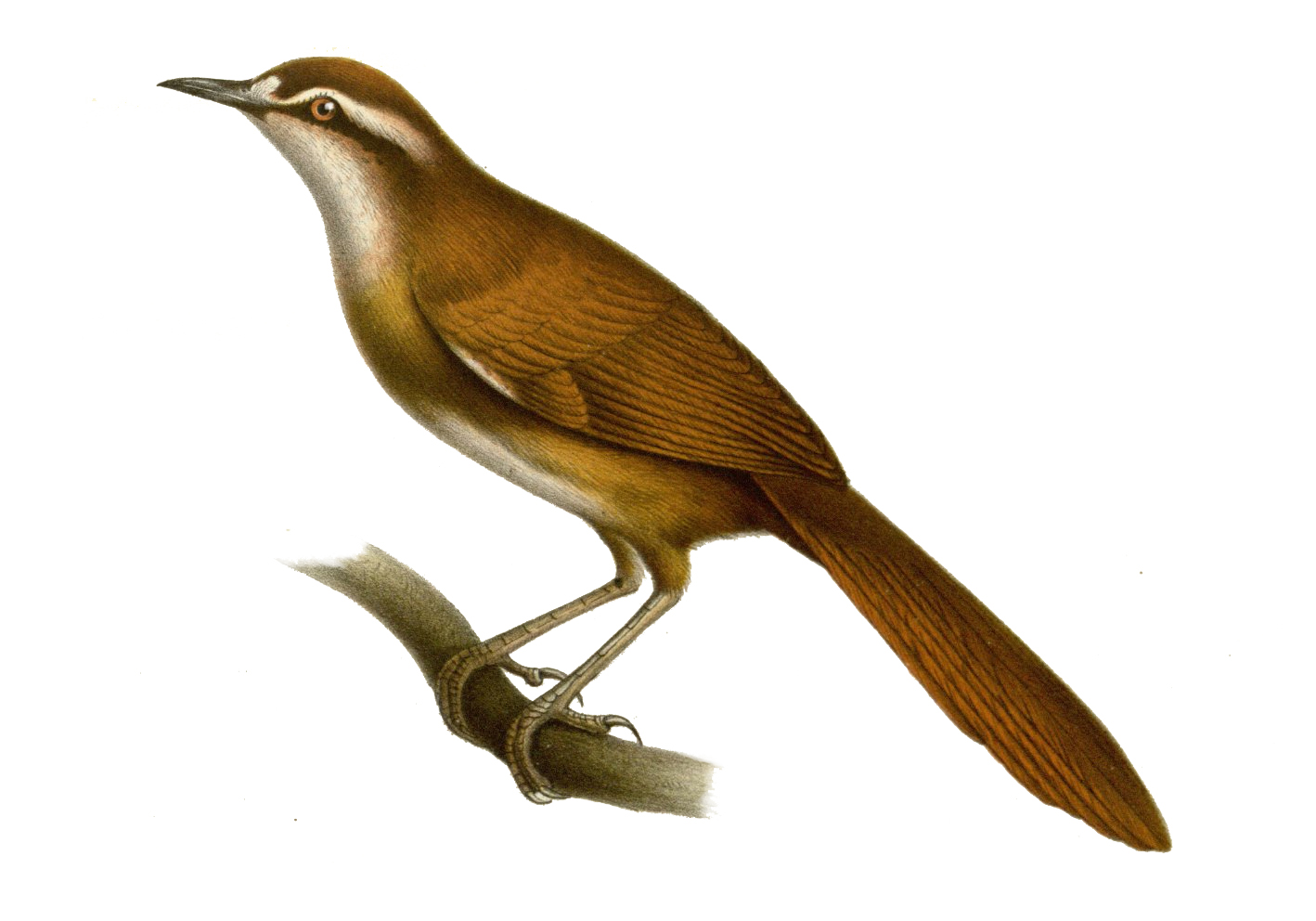
Neukaledonien-Buschsänger (Cincloramphus mariei)

  - Timorbuschsänger (Buettikoferella bivittata)

Die monotypische Gattung Malia, die ursprünglich wahlweise zu den Familien der Timalien (Timaliidae) beziehungsweise der Bülbüls (Pycnonotidae) zählte, wurde, basierend auf einer phylogenetischen Studie von 2012, die Malia grata als Schwestertaxon von Cincloramphus timoriensis sieht, von Winkler et al. ebenfalls in die Familie Locustellidae gestellt.
2018 wurde die Familie Locustellidae erneut revidiert. Für sechs vornehmlich in Asien vorkommende Schwirl-Arten (ehemals Locustella) wurde die neue Gattung Helopsaltes aufgestellt. Die Gattung Megalurulus wurde mit der Gattung Cincloramphus synonymisiert. Der Fächerschwanzsänger wurde von der Gattung Schoenicola in die monotypische Gattung Catriscus transferiert. Der Nacktzügelsänger (ehemals in der monotypischen Gattung Chaetornis) wurde in die Gattung Schoenicola gestellt. Der Madagaskar-Grassänger (ehemals in der monotypischen Gattung Amphilais) wurde in die Gattung Bradypterus transferiert. Die Schilfsteiger (ehemals in den Gattungen Megalurus beziehungsweise Bowdleria) bilden nun die Gattung Poodytes.